# Abbaye de Julita
L’abbaye de Julita est une abbaye cistercienne située en Suède, sur le territoire de la commune de Katrineholm, dans le Södermanland.
Fondée en 1160, l'abbaye est fermée en 1526. Ses ruines et bâtiments subsistants font aujourd'hui partie du complexe du Château de Julita (sv).

## Histoire

### Fondation

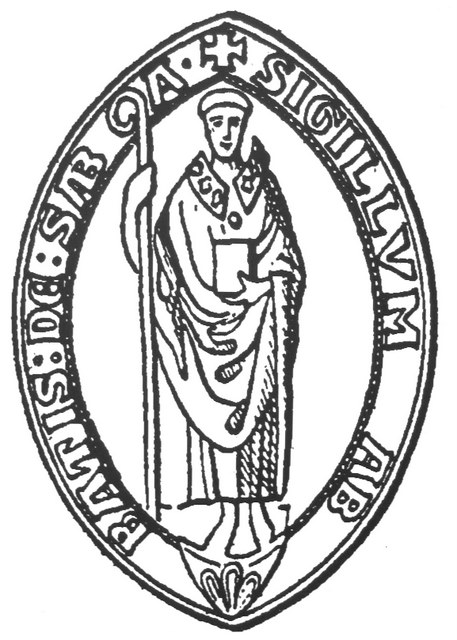
Le sceau de l'abbaye de Julita.

L'abbaye est fondée en 1160 à Viby (sv), dans l'Uppland. Le don initial fait aux moines est le fait d'une dame Doter. Celle-ci était en conflit d'héritage avec son fils Gere ; la médiation de l'archevêque d'Uppsala Stefan règle le conflit. Doter reçoit la ferme de Viby, qu'elle donne aux cisterciens. L'archevêque donne également des terres et des revenus aux moines.
En 1180, le roi Knut Ier, dit « Eriksson », obtient des cisterciens l'échange de la ferme Säby contre leur établissement de Siby. Cette ferme Säby est probablement antérieure aux Vikings.

### Développement
De nombreuses chartes et donations font rapidement de Julita une abbaye riche et puissante, comptant de nombreuses possessions et abritant les sépultures de plusieurs familles nobles. Une des caractéristiques rares de l'abbaye est qu'elle ne subit aucun incendie de toute son histoire.

### La Réforme et le devenir de l'abbaye
L'arrivée de Gustav Vasa au trône marque l'avènement de la Réforme en Suède. Les monastères catholiques sont tous fermés et pillés. Julita est accordé en tant que domaine royal à Olof Arvidsson (sv), bailli de Nyköping. La plupart des bâtiments sont détruits.

## Historiographie
La première tentative de rédaction de l'histoire du monastère est effectuée en 1933 par l'historien danois Edward Ortved. En 1945, le Musée nordique confie à Per G. Stensland une recherche sur la politique de succession de l'abbaye de Julita. Ensuite, en 2016, l'ouvrage La Suède médiévale traite notamment de l'abbaye.
Toutefois, le matériau documentaire est très riche : en effet, du fait notamment de l'absence d'incendie durant quatre siècles, l'abbaye conserve un ensemble unique de neuf documents originaux qui constitue la plus grande collection suédoise de « lettres » — c'est-à-dire d'actes juridiques la plupart du temps — du XIIe siècle, dont le plus ancien manuscrit suédois, daté entre 1164 et 1167. Outre ces documents très anciens, environ deux cents autres manuscrits concernant Julita sont conservés aux Archives nationales suédoises, y compris certains qui n'avaient pas forcément vocation à être conservés par la communauté monastique, mais que les moines ont choisi de garder. L'étude de ces documents est un des projets de recherche historiographiques à partir des années 2010,,.

## L'abbaye
Quelques ruines de l'abbaye médiévale subsistent dans la cave de l'aile droite de la ferme.